# Khairul Idham Pawi
Khairul Idham Pawi (Perak 1998. szeptember 20. –) maláj gyorsasági motorversenyző, a MotoGP-világbajnokság Moto3 kategóriájának tagja.

## Karrierje
2014-ben megnyerte az Asia Dream Cup-ot, 2015-ben pedig 6. lett a spanyol kis világbajnokságban.
2015-ben az aragóniai nagydíjon szabad kártyásként indult Moto3 kategóriában és végül a 25. lett. Az Argentin nagydíj bemelegítésén a vizes aszfalton Pawi volt a leggyorsabb. A malajziai újonc hamar az élre is állt, és végül nagyon magabiztosan, huszonhat másodperccel nyerte meg a versenyt, élete harmadik futamán megszerezte hazája első nagydíjgyőzelmét.

## Statisztika
| Szezon   | Géposztály | Motor | Versenyek | Győzelem | Dobogó | Pole | LKör | Pont | Poz. |
| -------- | ---------- | ----- | --------- | -------- | ------ | ---- | ---- | ---- | ---- |
| 2015     | Moto3      | Honda | 1         | 0        | 0      | 0    | 0    | 0    | NC   |
| 2016     | Moto3      | Honda | 18        | 2        | 2      | 0    | 1    | 62   | 19.  |
| Összesen |            |       | 19        | 2        | 2      | 0    | 1    | 62   |      |

## Teljes MotoGP-eredménylistája
(Táblázat értelmezése)

(Félkövér: pole-pozícióból indult; dőlt: leggyorsabb kört futott) 

| Év   | Kategória | Csapat | 1.     | 2.    | 3.     | 4.     | 5.     | 6.     | 7.     | 8.     | 9.    | 10.    | 11.    | 12.    | 13.    | 14.    | 15.    | 16.    | 17.   | 18.    | Helyezés | Pont |
| ---- | --------- | ------ | ------ | ----- | ------ | ------ | ------ | ------ | ------ | ------ | ----- | ------ | ------ | ------ | ------ | ------ | ------ | ------ | ----- | ------ | -------- | ---- |
| 2015 | Moto3     | Honda  | QAT    | AME   | ARG    | ESP    | FRA    | ITA    | CAT    | NED    | GER   | IND    | CZE    | GBR    | RSM    | ARA 25 | JPN    | AUS    | MAL   | VAL    | NC       | 0    |
| 2016 | Moto3     | Honda  | QAT 22 | ARG 1 | AME 20 | ESP 14 | FRA 14 | ITA Ki | CAT Ki | NED Ki | GER 1 | AUT 27 | CZE Ki | GBR 22 | RSM 22 | ARA 22 | JPN 19 | AUS Ki | MAL 8 | VAL 25 | 19.*     | 62   |

- *szezon folyamatban